# Xavier Guillaume
Xavier Guillaume, né le 6 juin 1971, est un joueur international français et entraineur de rink hockey.

## Parcours
En 1987-1988, il s'exporte deux années pour jouer au Benfica Lisbonne. 

### Équipe de France
Il découvre les sélections jeunes dans les catégories des moins de 17 ans avec deux championnats d'Europe de 1986 et 1987, avant de poursuivre en 1988 dans la catégories des moins de 20 ans. 
Il participe à trois coupes latines en 1988, 1989 et 1992, et connait également une coupe des nations en 1991. 
Il intègre l'équipe première en 1990. Il inscrit dès son premier championnat d'Europe quatre buts, et neuf buts lors du mondial de la même année. Le championnat d'Europe et le mondial se déroulait la même année, car à l'époque la France évoluait dans la seconde divisions mondiales. En 1992, sa sélection est de nouveau retenu. Il obtient alors une seconde place dans la compétition qui permet à la France de remonter au plus haut-niveau. En 1993, il connaît sa première sélection dans un mondial « A ». 

### Entraineur
Il quitte temporairement le club de Nantes pour rejoindre celui de Bouguenais. Entre 2010 et 2014, il se consacre à la formation et n'entraine tout débord que les jeunes joueurs. Il prend par la suite en charge l'entrainement de l'équipe sénior du club.

## Palmarès
- championnat du monde B : 2e en 1992

### Liens Externes
- Fiche joueur sur ffrs
- Fiche joueur sur rinkhockey.net